# Aztec Code

Przykładowy kod Aztec dla Wikipedii

Aztec Code – alfanumeryczny dwuwymiarowy matrycowy kod kreskowy opracowany w 1995 roku przez pracowników firmy Welch Allyn Andrew Longacre’a oraz Roberta Husseya. W 1997 roku został opublikowany przez organizację AIM na licencji public domain. Jest to kod kreskowy ciągły i modularny, przy czym modułem jest pojedynczy kwadrat, a jego minimalne wymiary nie są podane w specyfikacji. W kodzie uwzględniony jest mechanizm korekcji błędów (Reed-Solomon), który może przyjmować poziomy 5–95%, przy czym zaleca się stosowanie poziomu 23%. Kod nie wymaga stosowania cichej strefy. Przy użyciu tego kodu możliwe jest kodowanie znaków z rozszerzonej tablicy ASCII, jak również znaków spoza tej tablicy, np. znaków alfabetu arabskiego, greckiego, hebrajskiego lub cyrylicy. Kodowane są również dwa symbole nie kodujące danych: ECI (koduje standardowy sposób interpretacji danych) oraz FNC1 (pozwalający zachować zgodność z niektórymi aplikacjami). Każdy znak kodowany jest przy pomocy odpowiedniego słowa kodowego.
Kod występuje w dwóch wariantach:
- kompaktowym o mniejszych rozmiarach i mniejszej pojemności (minimalnie w jednym kodzie można zapisać 13 cyfr dziesiętnych lub 12 symboli alfanumerycznych zapisanych w kodzie o wymiarach 15×15 modułów)
- pełnym o większych wymiarach, a zatem większej ilości danych możliwych do zakodowania (maksymalnie 3832 cyfr dziesiętnych lub 3067 symboli alfanumerycznych zapisanych w kodzie o wymiarach 151×151 modułów)

Specyfikacja uwzględnia możliwość połączenia danych zakodowanych w 26 symbolach.
Nazwa Aztec Code pochodzi od środkowego elementu, przypominającego aztecką piramidę schodkową.

## Budowa kodu
Kod mieści się na kwadratowej powierzchni. W jego centrum znajduje się rdzeń. Rdzeń składa się z „czarnej” kropki o wymiarach jednego modułu otoczonej „białą” ramką o szerokości jednego modułu, która znowu jest otoczona „czarną” ramką itd. W kodzie kompaktowym występują dwie białe i dwie czarne ramki (rozmiar 9×9 modułów), natomiast w pełnym po trzy (rozmiar 13×13 modułów). Ramki te tworzą tzw. wzór wyszukiwania. Są one otoczone warstwą (ramka o szerokości jednego modułu), w której w narożnikach umieszczone są wzory orientacyjne (4 razy po 3 moduły). Na krawędziach umieszczone są informacje o ilości warstw danych otaczających rdzeń, a także ilości słów kodowych znajdujących się w tych warstwach. Informacje te stanowią tzw. oznaczenie trybu. Pozostała część warstwy wykorzystana jest do zamieszczenia informacji niezbędnych dla mechanizmu korekcji błędów. Cały rdzeń ma wymiary 11x11 modułów dla kodu kompaktowego lub 15x15 modułów dla kodu pełnego. Jest on następnie otoczony warstwami kodującymi dane.

Wygląd rdzenia pełnego kodu Aztec Code
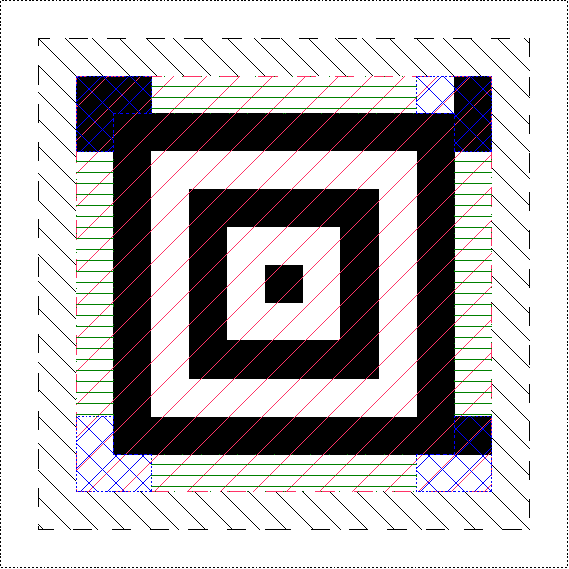
Schemat budowy kodu Aztec Code